# Vienna (album)
Vienna är den brittiska new romantic-gruppen Ultravoxs fjärde album och det första med Midge Ure som sångare. Det gavs ut 1980 och nådde en tredje plats på albumlistan i Storbritannien.

## Låtlista
Sida ett
1. "Astradyne" – 7:07
2. "New Europeans" – 4:01
3. "Private Lives" – 4:06
4. "Passing Strangers" – 3:48
5. "Sleepwalk" – 3:10

Sida två
1. "Mr. X" – 6:33
2. "Western Promise" – 5:18
3. "Vienna" – 4:53
4. "All Stood Still" – 4:21

### Nordamerikansk utgåva
Sida ett
1. "Sleepwalk" – 3.10
2. "Passing Strangers" - 3:48
3. "New Europeans" - 4:00
4. "Private Lives" - 4:05
5. "Astradyne" - 7:10

Sida två
1. "Mr. X" - 6:33
2. "Western Promise" - 5:19
3. "Vienna" - 4:53
4. "All Stood Still" - 4:22

### CD-utgåva 2000
1. "Astradyne" – 7:07
2. "New Europeans" – 4:01
3. "Private Lives" – 4:06
4. "Passing Strangers" – 3:48
5. "Sleepwalk – 3:10
6. "Mr. X" – 6:33
7. "Western Promise" – 5:18
8. "Vienna" – 4:53
9. "All Stood Still" – 4:21
10. "Waiting" - 3:51 (b-sida till "Sleepwalk")
11. "Passionate Reply" (b-sida till "Vienna")
12. "Herr X" - 5:49 (b-sida till "Vienna", 12")
13. "Alles Klar" - 4:53 (b-sida till "All Stood Still")

### CD-utgåva 2008
CD1
Samma som europeiska originalutgåvan av albumet
CD2
1. "Sleepwalk" (early version) – 3:23
2. "Waiting" – 3:51
3. "Face to Face" (recorded live at St Albans, 16 Aug 1980 – B-sida "Passing Strangers") – 6:04
4. "King's Lead Hat" (Brian Eno) (recorded live at The Lyceum, 17 Aug 1980 – B-sida "Passing Strangers" 12") – 4:06
5. "Passionate Reply" – 4:17
6. "Herr X" – 5:49
7. "All Stood Still" (12" version) – 5:08
8. "Alles Klar" – 4:53
9. "Keep Talking" (cassette recording during rehearsals) – 6:23
10. "Sleepwalk" (recorded live in rehearsals at The Lyceum, 17 Aug 1980) – 3:43
11. "All Stood Still" (recorded live in rehearsals at The Lyceum, 17 Aug 1980) – 4:35